# Crocidura cranbrooki
Crocidura cranbrooki és una espècie de musaranya que viu a les valls fluvials altes i els turons adjacents de l'extrem septentrional de Myanmar. Mesura 70-79 mm sense comptar la cua i el seu pelatge presenta diversos tons de marró. Té una cua llarga i prima que fa entre el 81%–108% de la llargada del cap i el cos. Fou descrita el 2009 juntament amb C. guy i C. annamitensis, dues altres espècies d'Indoxina. El seu nom específic, cranbrooki, li fou assignat en honor del quart comte de Cranbrook John David Gathorne-Hardy.